# 強一貫性
強一貫性（きょういっかんせい）は、並列プログラミングの領域（分散共有メモリ、分散トランザクションなど）で使用される一貫性モデルの1つである。
以下の場合、プロトコルは強い一貫性をサポートすると言われている。
- すべてのアクセスは、すべての並列プロセス（またはノード、プロセッサなど）によって同じ順序（シーケンシャル）で見られる。

弱一貫性では、異なる並列プロセス（またはノード）が異なる状態の変数を認識することができるのに対し、一貫性のある状態は1つだけである。
一貫性モデルの実装は、一貫性プロトコルによって定義ができる。Tanenbaum et al., 2007。は、データ中心モデルの一貫性プロトコルをいくつか示している。Yu and Vahdat (2000) によって導入された連続一貫性では、アプリケーションが許容できる不整合は3つある。
- 数値の偏差
- 順序の偏差
- レプリカ間の古さの偏差

3つの偏差の境界がすべてゼロになると、連続一貫性モデルは強一貫性となる。